# Germaine Lindsay
Germaine Maurice Lindsay, noto come Abdullah Shaheed Jamal (Jamaica, 23 settembre 1985 – Londra, 7 luglio 2005), è stato un terrorista giamaicano, uno dei quattro attentatori suicidi responsabili degli attentati di Londra del 7 luglio 2005.

## Biografia
Nacque in Giamaica il 23 settembre 1985. All'età di cinque anni dopo essersi si trasferì nel Regno Unito, vivendo inizialmente a Dalton, nel West Yorkshire, dove frequentò la Rawthorpe Junior School e la Rawthorpe High School. Successivamente si trasferì ad Aylesbury nel Buckinghamshire.
Nel 2001 sua madre, Maryam McCleod Ismaiyl, dopo essersi convertita all'Islam incoraggiò suo figlio a fare lo stesso. Poco dopo Lindsay si convertì. Lavorò part-time come installatore di tappeti integrano le sue entrate vendendo cover per cellulari in un mercato locale.
Lindsay sposò una donna di Kinnitty, nella contea di Offaly, in Irlanda, in una tradizionale cerimonia religiosa islamica, senza aver però alcun riconoscimento legale nel Regno Unito. Dopo otto giorni di matrimonio divorzia e nel 2002 sposa Samantha Lewthwaite. La Lewthwaite, originaria della contea di Down, in Irlanda del Nord, si convertì all'Islam all'età di 17 anni dopo essersi trasferita ad Aylesbury. La Lewthwaite ha vissuto con lui e ha dato alla luce il loro secondo figlio due mesi dopo la sua morte.
Abdullah el-Faisal, un controverso imam condannato per aver tentato di incitare omicidi settari nel 2003, ha successivamente affermato di essere stato vicino a Lindsay.

### Moglie
La moglie di Lindsay, Samantha Lewthwaite, negò il coinvolgimento del marito fino a quando le autorità non ebbero le prove forensi per confermare la sua identità. In seguito affermò di detestare gli attacchi e che la mente di suo marito era stata avvelenata dai "radicali".
Nel 2015 venne accusata di aver causato la morte di oltre 400 persone. La Lewthwaite, ora soprannominata la "Vedova Bianca", è considerata un presunto membro del gruppo islamico radicale Al-Shabaab con sede in Somalia.

## Coinvolgimento negli attentati di Londra

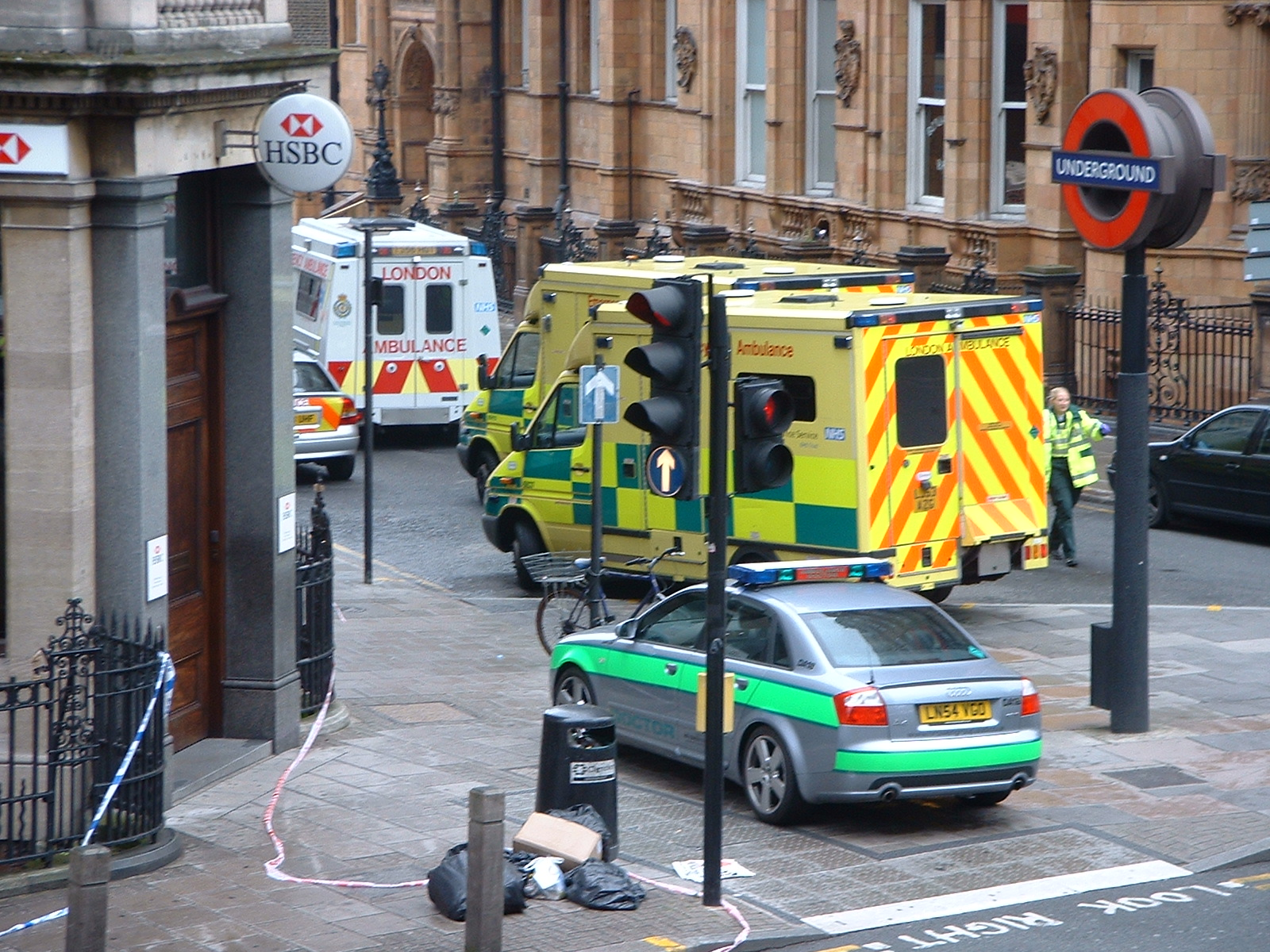
I soccorsi alla stazione della metropolitana di Russell Square

Il 7 luglio 2005 intorno alle 08.50 (ora locale), Lindsay si fece esplodere, uccidendo 26 persone, su un treno che viaggiava tra le stazioni di King's Cross St Pancras e Russell Square.

## Incendio in casa
Il 22 luglio 2005, la polizia e i vigili del fuoco vennero chiamati dai vicini di casa di Lindsay dopo che sentirono di un forte odore di benzina proveniente dalla sua abitazione ad Aylesbury. Si sospettò che si trattasse di un incendio doloso di rappresaglia contro la proprietà vuota. Successivamente venne rivelato dalla stampa locale che la moglie e il figlio di Lindsay vivevano sotto la "protezione della polizia" e non sarebbero tornati a casa. Nel dicembre 2005, due diciassettenni vennero condannati a 18 mesi di detenzione giovanile con un ordine di addestramento dalla Corte di Aylesbury per incendio doloso.